# فرز وتصنيف الأغذية

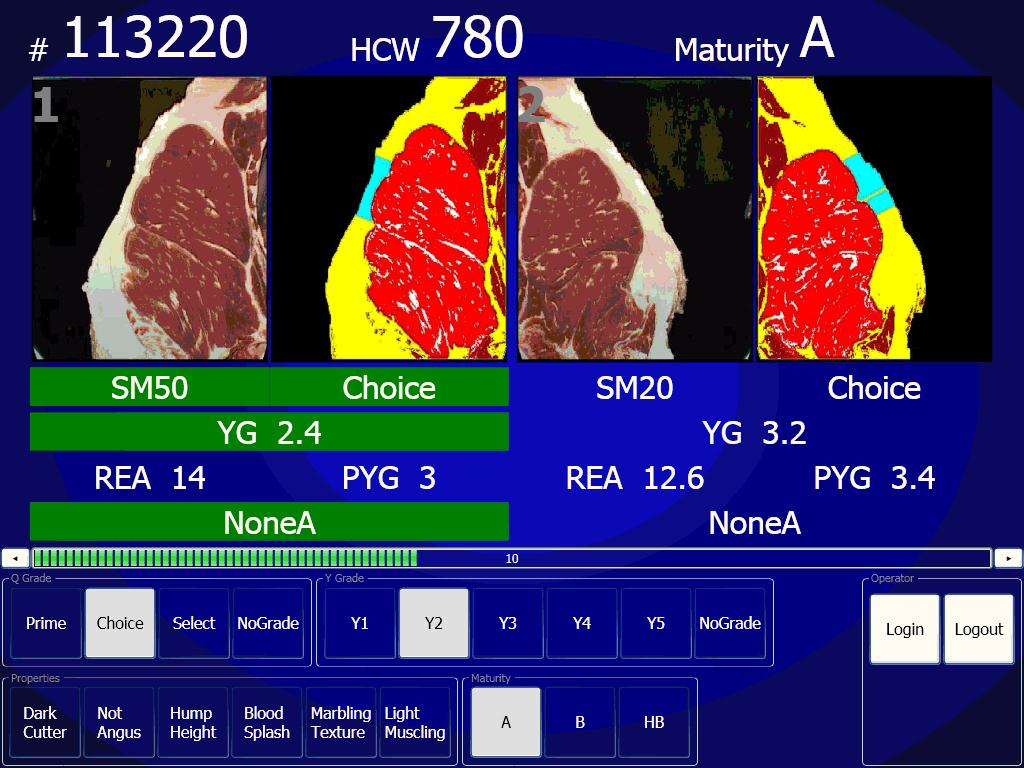
لقطة شاشة من نظام الفرز الإلكتروني الذي يعرض لحم البقر من الدرجة الثانية. طبقاً لـتصنيف USDA، جهة اليسار هو عرض اللون الطبيعي للقطع ؛ يمين الصورة هو طريقة العرض المعززة للأداة التي توضح مقدار الليونه والحجم وسمك الدهون. تعد عملية تصنيف لحوم البقر عملية معقدة ومفصلة، حيث تتطلب من المصنفيين التفكير والحساب بسرعة وبدقة عالية. واستخدام التكنولوجيا لتعزيز عمل المصنفيين مما يجعل عملية الفرز فعالة وأكثر دقة.

تتطلب عملية فرز وتصنيف الأغذية فحص وتقييم وتصنيف مختلف الأطعمة من حيث الجودة والنضارة والمطابقة للمواصفات القانونية والقيمة السوقية. غالبًا ما يحدث تصنيف الطعام يدويًا، حيث يتم تقييم الأطعمة وفرزها. تُستخدم الماكينات أيضاً في تصنيف الأطعمة، وقد تتضمن فرز المنتجات حسب الحجم والشكل والجودة. على سبيل المثال، يمكن استخدام بعض الماكينات لتمييز الأطعمة الطازجة واستبعاد الأطعمة الفاسدة.

## حسب نوع  الغذاء

### اللحم البقرى
تصنيف لحوم الأبقار
```

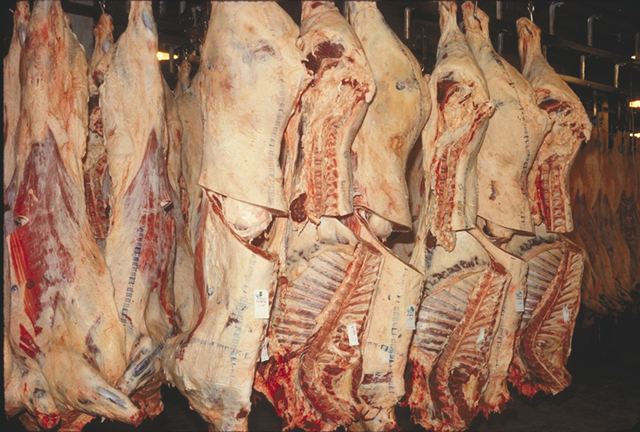
لحم بقري تم تصنيفه بواسطة وزارة الزراعة الأمريكية

تُعد عملية تصنيف لحوم الأبقار عملية معقدة، ففى الولايات المتحدة الأمريكية تقوم وزارة الزراعة بهذه العملية 
[
3
]
 حيث تًصنف لحوم الأبقار من حيث جودتها إلى ثمانية أنواع، أعلاها جودة يسمى الولايات المتحدة برايم وأدناها درجة الولايات المتحدة كانر.
```

### البيرة
في تصنيف البيرة، يتم استخدام الحرف "X" وهو علامة شائعة الاستخدام للدلالة على جودة البيرة، فكلما زاد عدد مرات تكرار الحرف "X" على عبوة البيرة كان دليلاً على ارتفاع جودتها. تشير بعض المصادر إلى أن منشأ هذه العلامة يرجع إلى مصانع الجعة في أديرة العصور الوسطى
اى بى يو (EBU)أو وحدات المرارة الأوروبية، هو المقياس المستخدم لمرارة البيرة، 
تم تعريف مقياس مرارة البيرة وطريقة القياس بواسطة اتفاقية الجعة الأوروبية، وينبغي أن تكون القيمة العددية هي نفسها في نطاق وحدات المرارة الدولية (IBU)، والتي تم تحديدها بالتعاون مع الجمعية الأمريكية لكيمائى الخمور. ومع ذلك، فإن العملية الدقيقة لتحديد قيم EBU و IBU تختلف اختلافًا طفيفًا، الأمر الذي قد ينتج عنه نظريًا قيم أصغر قليلاً عن EBU من IBU. يوفر مقياس الوحدات الدولية للمرارة، أو مقياس IBU ببساطة، مقياس مرارة البيرة، التي توفرها الهوب (حشيشة الدينار) المستخدمة أثناء عملية التخمير. يتم قياس وحدات المرارة عن طريق الاستخلاص بالمذيبات والقياس بجهاز الاسبكتروفوتومتير.

### حليب جوز الهند
توجد عدة أنواع من حليب جوز الهند: والذي يُصنف طبقاً لمحتواه من الدهون مثل حليب جوز الهند السميك والذي يحتوى على 20-22 ٪ من الدهون وحليب جوز الهند الخفيف (لايت) والذي يحتوى على 5-7 ٪ من الدهون.

### القهوة

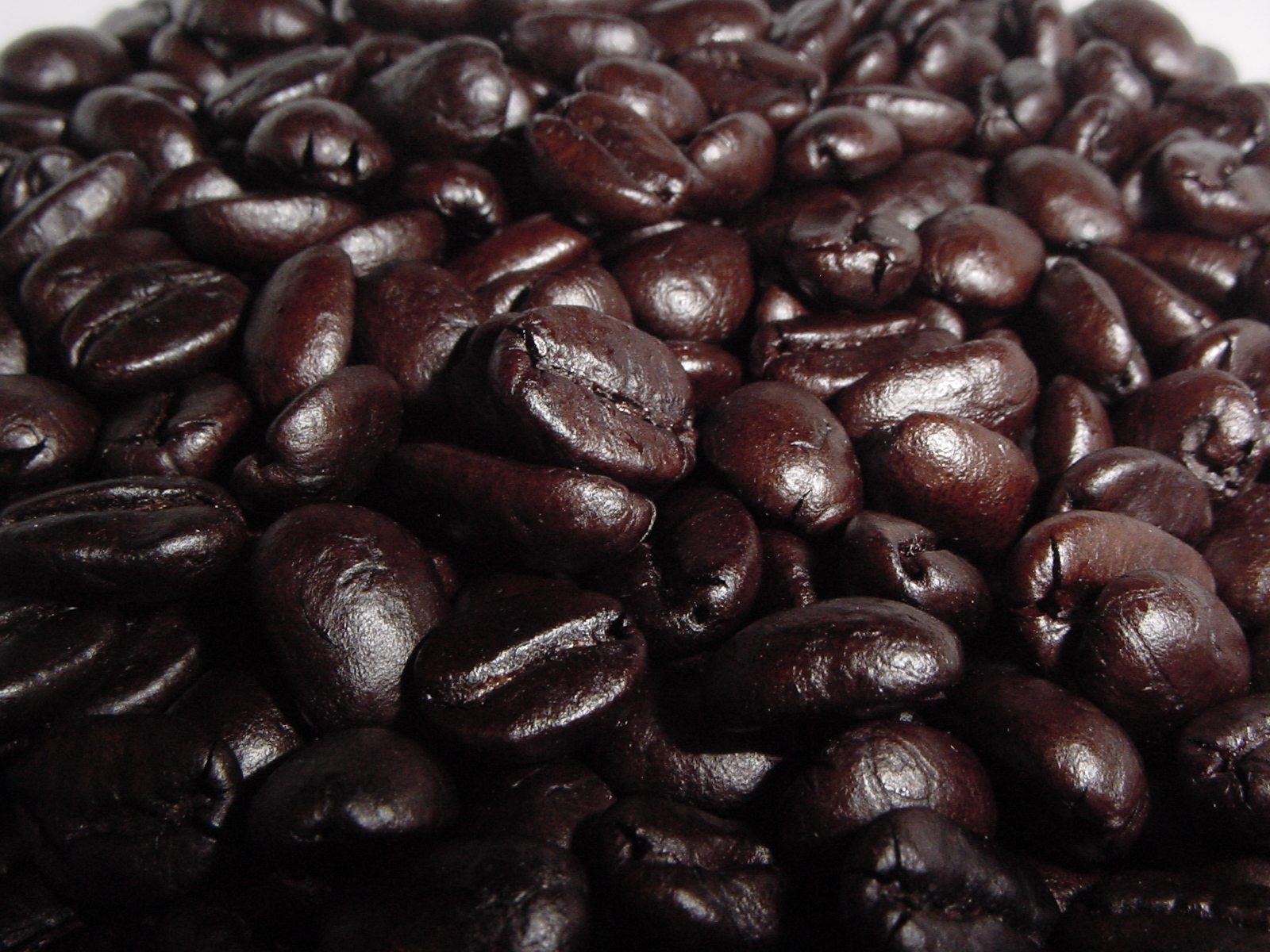
حبوب قهوه محمصة داكنة

مزارعو البن، التجار، ومحمصى البن يصنفونه طبقاً لحجم ولون الحبوب بالإضافة إلى مجموعة متنوعة من الخصائص الأخرى. يتم تداول القهوة ذات الجودة العالية في الأسواق العالمية تحت مسمى «قهوة مخصصوة» وتكون مرتفعة الثمن. بعد التحميص، يتطلب تصنيف القهوة تقييم لون الحبوب المحمصة ثم وسمها بالدرجات الاتية فاتحة اللون أو فاتحة متوسطة أو متوسطة أو داكنة متوسطة أوقاتمة أوداكنة (قاتمة)جدًا.وتُعد الطريقة الأكثر دقة للتعرف على درجة التحميص هي قياس الضوء المنعكس من البذور المحمصة المضاءة بمصدر ضوئي في طيف الأشعة تحت الحمراء القريبة. حيث يستخدم مقياس الإضاءة الدقيق عملية تعرف باسم المطيافية لإرجاع عدد يُشير إلى التطور النسبى المستمر في درجة التحميص أو النكهة.

### البيض
يتم فرز البيض في الولايات المتحدة الأمريكية بواسطة وزارة الزراعة، استناداً على الجودة الداخلية للبيض (انظر وحدة Haugh) ومظهر وحالة قشرة البيضة. أنواع البيض ذات الجودة المختلفة قد تختلف في الوزن (الحجم). يتم فرز البيض عن طريق الشموع، حيث تفحص الأجزاء الداخلية للبيض بوضعها أمام ضوء ساطع.

### صمغ الغوار
يُصنف صمغ الغوار على أساس مجموعه من التحليلات وهي قياس اللون واللزوجة والرطوبة والتَحَبُّب ومحتوى البروتين والرماد الغير قابل للذوبان.

### عسل النحل
```
يتم تصنيف 
العسل
 بناءً على عدد من العوامل، بما في ذلك المحتوى المائي والنكهة والرائحة، والخلو من العيوب والشفافية. 
يُصنف العسل
 حسب اللون على الرغم من أنه ليس عاملاً في مقياس التصنيف."
[
10
]
 يُصنف العسل في الولايات المتحدة إلى الصنف أ، الصف ب، الصف ج والصنف دون المستوى المطلوب.
```

### الكَرْكَنْد

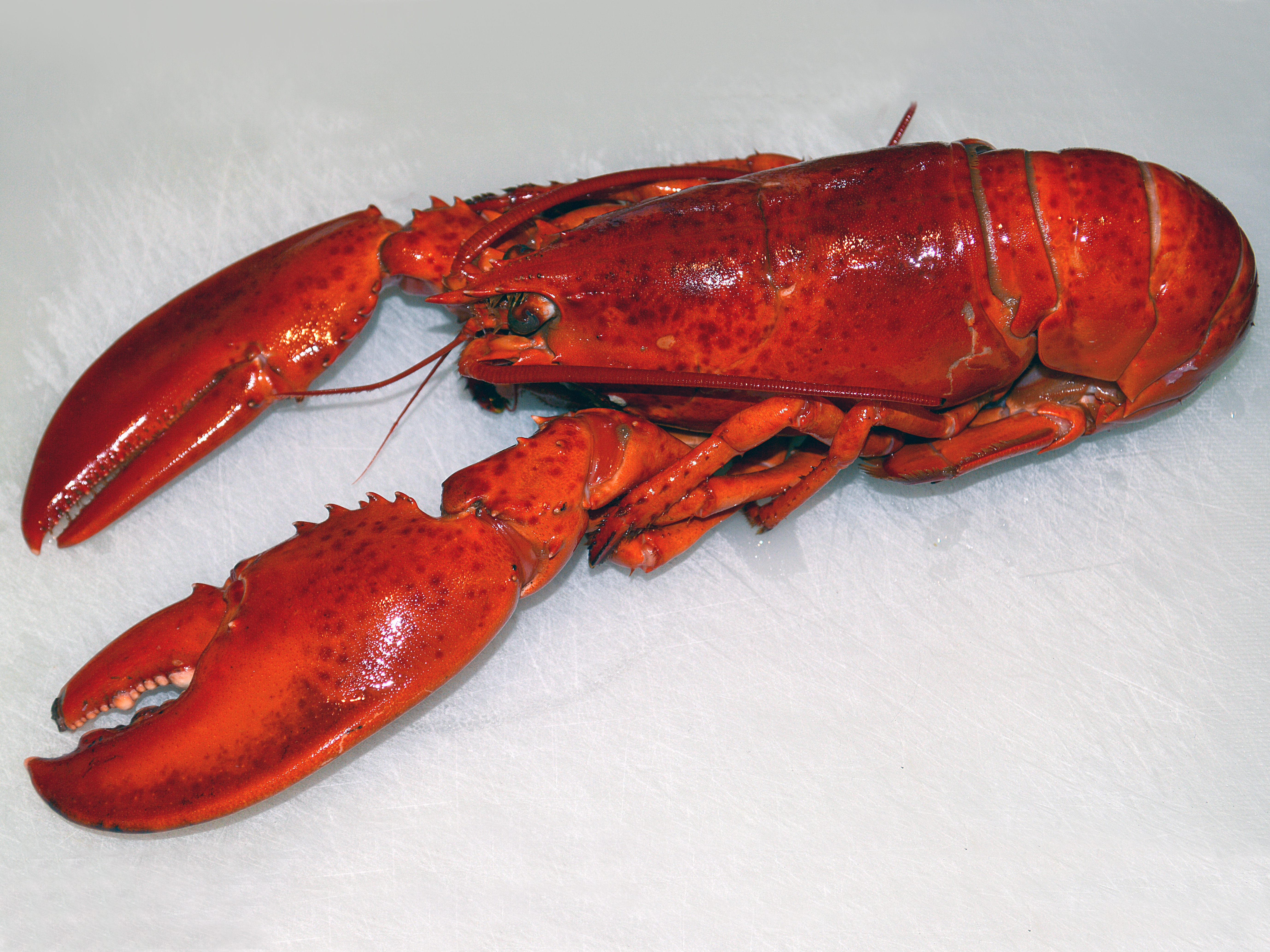
كركند مطبوخ

يعتمد فرز وتصنيف الكركندر في الولايات المتحدة على نوع القشرة إما قشرة حديثة أو قشرة صلبة (قديمة)، وذلك لأن الكركند تكونت قشرته حديثا هو الأكثر حساسية، فهناك علاقة عكسية بين سعر الكركندر الأمريكي ونكهته. حيث يحتوى على قشره رقيقة جداً ونسبة أقل من اللحم إلى القشرة، لكن اللحم مذاقه حلو للغاية. وهو حساس للغاية حتى أنه يفسد من مجرد النقل إلى بوسطن، ولذلك تنحصر أسواق الكركندر ذو الصدف الحديث في مدن الصيد. ويعد الكركندر ذو القشرة الصلبة أحسن حظاً في البيع على الرغم من أن لحمه أقل حلاوة، حيث يمكن شحنه إلى بوسطن ونيويورك وحتى لوس أنجلوس، ولذلك فإنه مرتفع الثمن. وفي الوقت نفسه يمكن شحنه، جواً إذا مر عليه الموسم دون أن يكون قشرة جديدة إلى أي مكان في العالم، مما يجعله أغلى على الرغم من أنه أكثر خشونة. يُشير أحد أدلة المأكولات البحرية إلى أن "عشاء الكركندر الذي يتكلف ثمانية دولارات في مطعم يطل على أرصفة صيد الأسماك في ولاية ماين يعد لذيذًا على الدوام، في حين أن "وجبة كركندر بثمانية وثمانين دولارًا في أحد مطاعم باريس الثلاث نجوم يُعتبر أنه يقدم كمنكهات"
.

### شراب القيقب

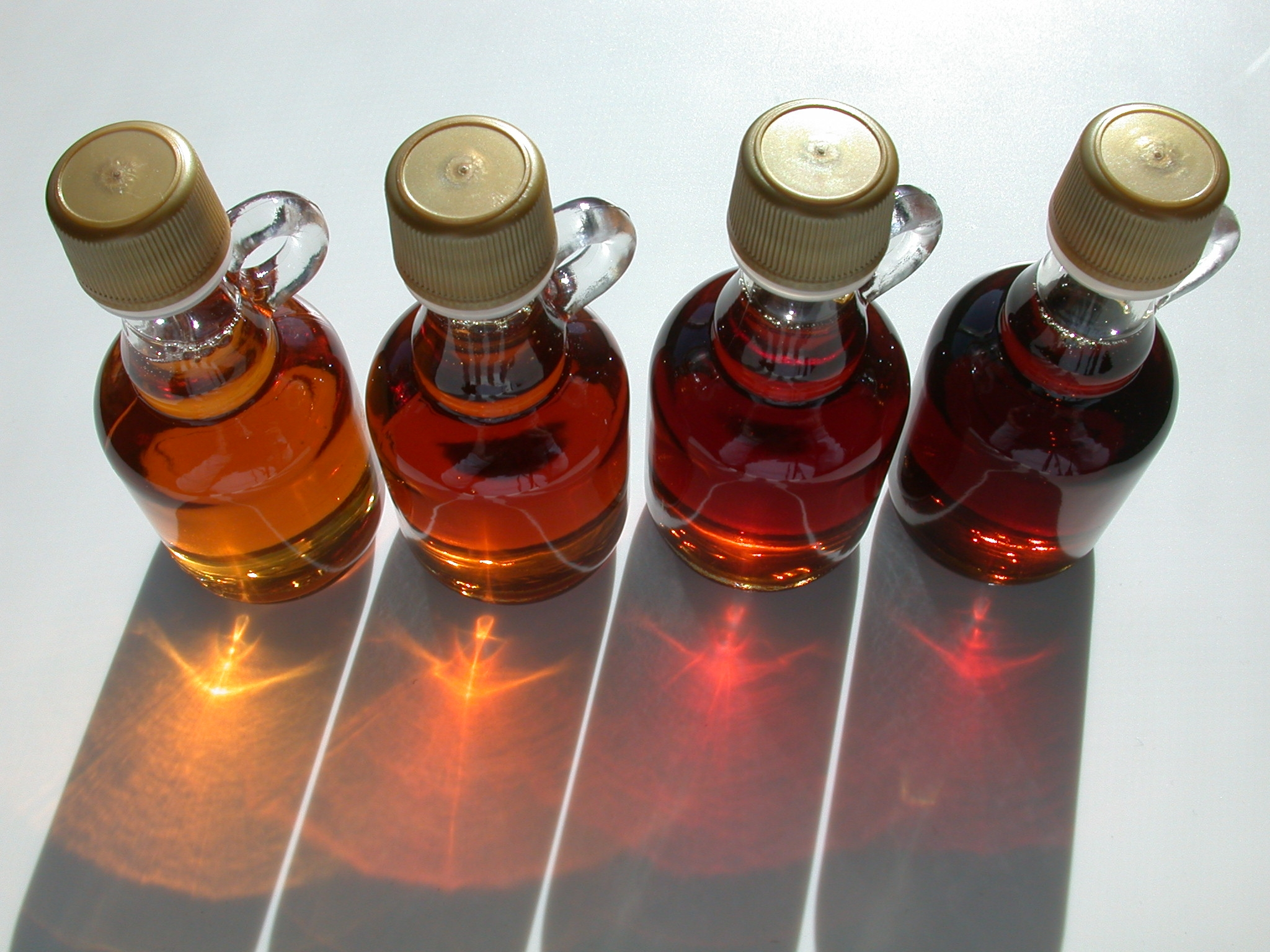
تصنيف شراب القيقب الأمريكي القديم

انتهت كل من كندا والولايات المتحدة الأمريكية في عام 2014 من توحيد قوانين تصنيف شراب القيقب نتيجة لجهود المعهد الدولي لشراب القيقب (IMSI) والعديد من رابطات منتجي شراب القيقب، فقد كان لكل ولاية أو مقاطعة في الماضي قوانينها الخاصة لتصنيف شراب القيقب، حيث أعلنت وكالة فحص الأغذية الكندية في الجريدة الكندية في 28 يونيو 2014 أنه بناءً على طلب المعهد القومى لشراب القيقب تم تعديل  قواعد بيع شراب اعتبارًا من 31 ديسمبر 2014، أصدرت الوكالة الكندية لفحص الأغذية (CFIA)  واعتبارًا من 2 مارس 2015، دائرة التسويق الزراعي التابعة لوزارة الزراعة الأمريكية (AMA)  معايير مُنقحة بشأن تصنيف شراب القيقب على النحو التالي:

•المستوى أ
```
لون الذهبي ومذاق رائع
لون عنبرى ومذاق غني
لون غامق ومذاق قوي
لون الداكن جدا ومذاق قوي
```

•صنف يدخل في العمليات التصنيعية
•معيار شبه قياسي
يوصف شراب القيقب الذي ليس له نكهة وذو لون موحد ونظيف وخالي من العكارة والرواسب بأنه من النوع أ. أما إذا واجهته أيًا من هذه المشكلات، فهو لا يفي بمتطلبات الدرجة أ ويجب وصفه على أنه شراب القيقب الداخل في العمليات التصنيعية وقد لا يتم بيعه في حاويات أصغر من 5 جالونات. إذا كان شراب القيقب لا يفي بمتطلبات إدخاله في عمليات تصنيعية (بما في ذلك طعم القيقب المميز إلى حد ما)، فإنه يصنف بدون المستوى المطلوب. اعتبارًا من فبراير 2015، تم اعتمادا هذا التصنيف وجعله قانونًا من قِبل معظم الولايات والمقاطعات المنتجة للقيقب، باستثناء أونتاريو وكيبيك وأوهايو.
في محاولة لتحقيق «انطلاقة سريعه»، اعتمدت ولاية فيرمونت لوائح الفرز الجديد اعتبارًا من 1 يناير 2014، بعد الموافقة على نظام الفرز الجديد في مجلسي الشيوخ والنواب في عام 2013. مرّرت ولاية مين مشروع قانون ليصبح ساري المفعول بمجرد تبني كل من كندا والولايات المتحدة نظم الفرز الجديدة مع فترة سماح مدتها سنة واحدة. طبقت نيويورك، القانون الجديد في 1 يناير 2015، مع فترة سماح مدتها عام واحد. لم تتطلب نيو هامبشاير موافقة تشريعية وبالتالي أصبحت القوانين الجديدة سارية المفعول اعتبارًا من 16 ديسمبر 2014، وأصبح التطبيق الزامياً على المنتجين اعتبارًا من 1 يناير 2016.
عادة ما يكون للنوع الذهبي والعنبري نكهة أكثر اعتدالاً من الداكن والداكن جدا فكلاهما له نكهة القيقب الشديدة. يتم استخدام الأنواع الداكنة من الشراب بشكل أساسي في الطهي والخبز، على الرغم من أن بعض الشراب الداكن المخصوص يتم إنتاجه خصيصاً للاستخدام على المائدة

ينتج الشراب فاتح اللون غالباً عندما يتم الحصاد مبكراً في بداية الموسم. يعتمد نظام الفرز الجديد لشراب القيقب على النفاذية الداخلية له عند طول موجة 560 نانوميتر من خلال عينة بحجم 10 مم. حيث يتميز الشراب الذهبى اللون بنفاذية أكبر من 75 %، أما العنبري فان نفاذيته تتراوح بين %50.0 إلى 74.9 %، والداكن يجب أن تكون نفاذيته من إلى 49.9% إلى 25%، والداكن جداًهو أي منتج أقل من 25.0 بالمائة من النفاذية.

## نظام التصنيف القديم

### الحليب (اللَبَن)
يوجد نوعان من الحليب في الولايات المتحدة، حيث يُستخدم الصنف «أ» أساسًا في البيع والاستهلاك المباشر في المتاجر، بينما يُستخدم الصنف«ب» في الاستهلاك غير المباشر، كما هو الحال في صناعة الجُبن أو غيره من العمليات التصنيعية. وعامة يُطلق الرمز«ب» على اللبن الذي يتم تبريده في علب الحليب، والتي يتم غمرها في حمام به ماء بارد يتدفق عادةً من بئر مياه جوفية بدلاً من استخدام التبريد الميكانيكي

### البُرتقال
تصنف وزارة الزراعة الأمريكية برتقال ولاية فلوريدا، وخاصة البرتقال الذي يتم تداوله في صوره طازجة
يو اس فانسى، يو اس رقم 1 برايت (لامع)، يو اس رقم 1، يو اس رقم 1 جولد (ذهبي)، يو اس رقم 1 برونزي
يو اس رقم 1 روسيت، يو اس رقم 2 برايت، يو اس رقم 2، يو اس رقم 2 روسيت، يو اس رقم 3. الخصائص العامة التي يتم تصنيفها هي اللون (تدرج اللون وانتظامه)، المتانة، النضج، الخصائص المتنوعة، الملمس، والشكل. الفانسى، أكثر الأصناف جودة، يتميز بجودة اللون وغياب الشوائب، في حين أن المصطلحات برايت، ذهبية، برونزية، وروسيت تهتم فقط بالتغيير في اللون.

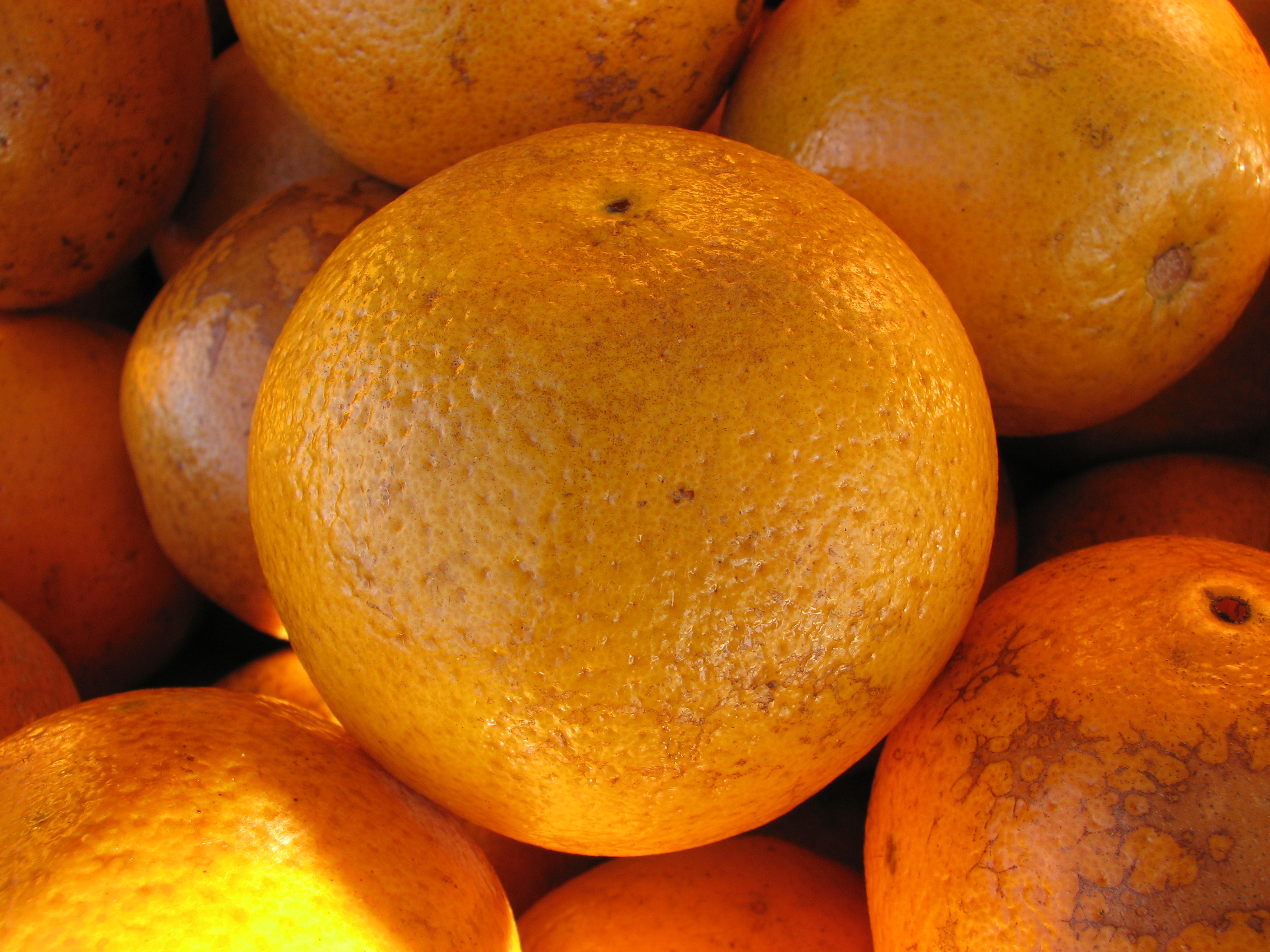
برتقال فلوريدا بسره

### البازلاء

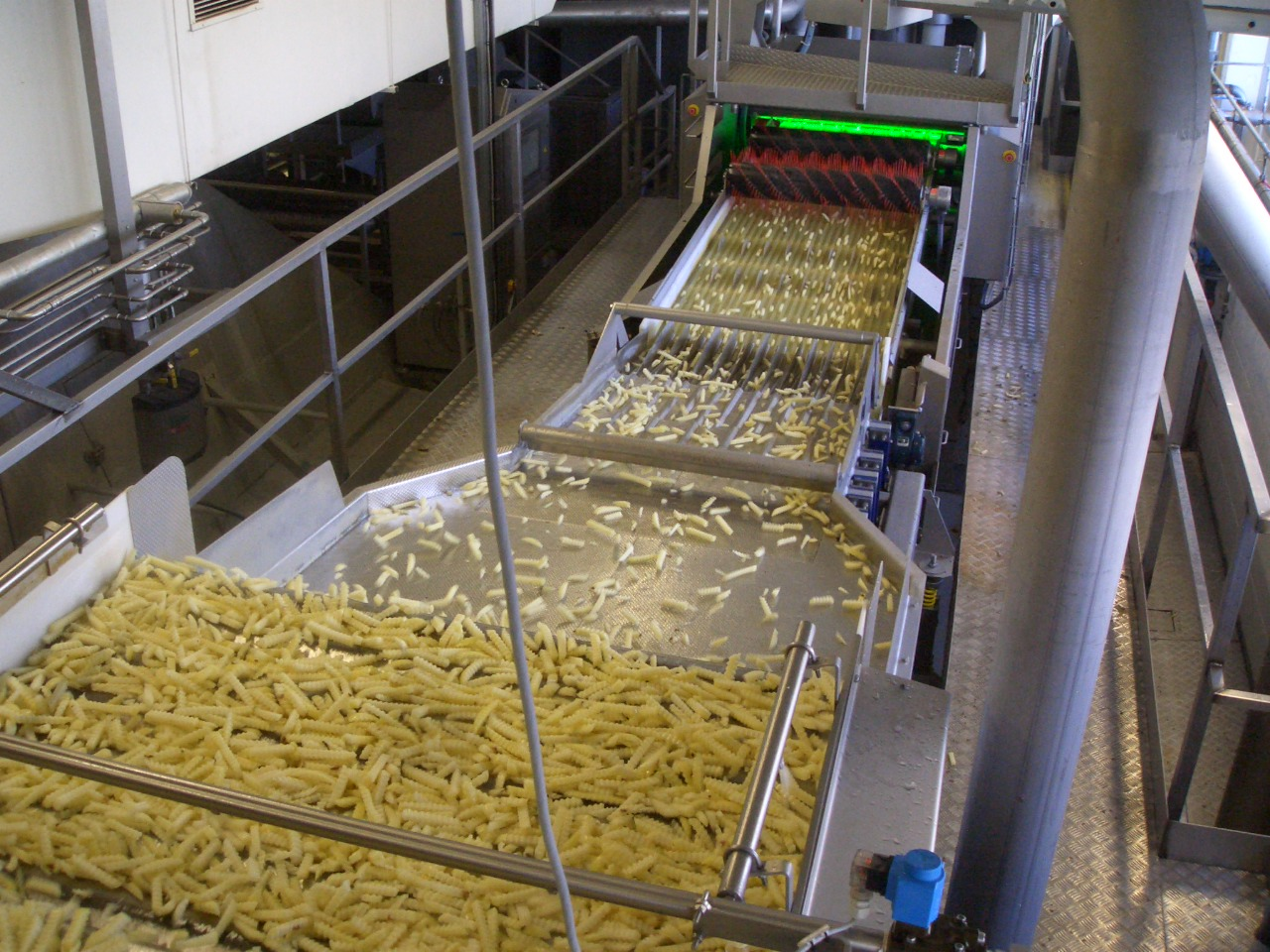
يحقق الفرز البصري تصنيف غير مدمر بنسبة 100 بالمائة في خطوط الإنتاج الكامله

تُفرز البازلاء حسب الحجم، فكلما صغر الحجم ارتفعت الجودة حيث يدل ذلك على الطراوة والطزاجه. يمكن استخدام محلول ملحي، حيث تطفو البازلاء فيها، وهذه الطريقة مستخدمة لتحديد كثافة البازلاء 

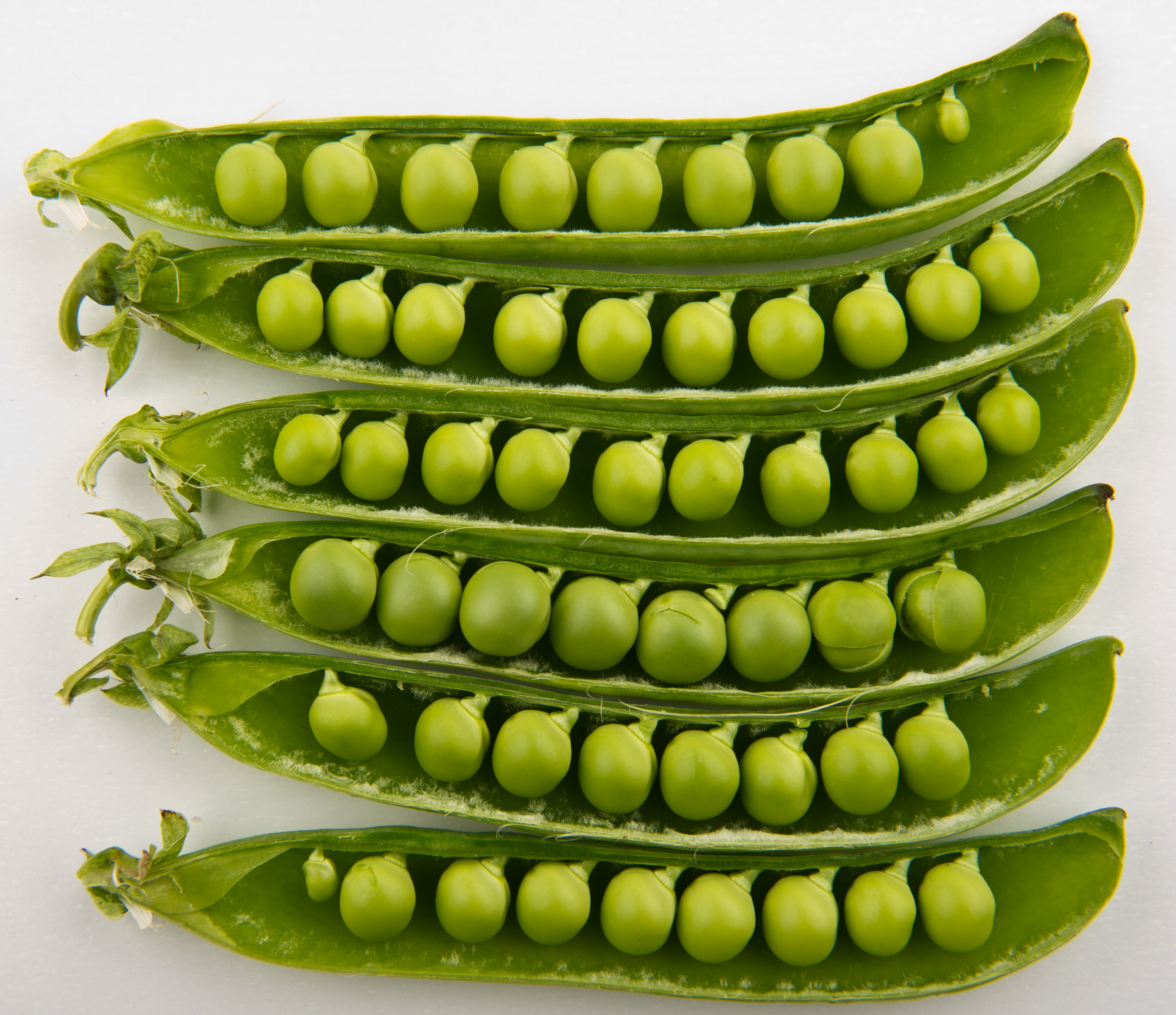
بازلاء

### البطاطس
في الولايات المتحدة، يتم تصنيف البطاطس في ولاية أيداهو حيث تعد البطاطس رقم 1 هي صاحبة أعلى مستويات الجودة ويتم تصنيف المرتبة الثانية على أنها الأقل جودة بسبب مظهرها (مثل العيوب أو الكدمات، نهايات مدببة). يمكن إجراء تقييم الكثافة عن طريق تعويمها في محلول ملحي. حيث يُفضل استخدام البطاطس مرتفعة الكثافة في تصنيع البطاطس المهروسة المجففة، رقائق البطاطس والبطاطس المقلية.

### أَرُزّ
المعايير الرئيسية التي تستخدمها العديد من الدول والمطاحن في فرز الأرز هي درجة الطحن والمظهر (اللون) والتلف (نسبة الكسر) والنسبة المئوية للحبيبات الطباشيرية. يتم تسويق الأرز في الولايات المتحدة وفقًا لثلاثة خصائص رئيسية هي الحجم واللون والحالة (تلف النواة)، ترتبط هذه الخصائص مباشرة بالجودة ونسبة الطحن وظروف المعالجة الأخرى. جميع الخصائص تعتبر مهمة في التصنيف. على سبيل المثال، النواة الطباشيرية غير مرغوب فيها لأنها تعطي عوائد تفريز منخفضة بعد المعالجة ويمكن كسرها بسهولة أثناء الأستخدام.

### القِرْفَة
تصنف القِرْفَة في سري لانكا عن طريق تقسيم رواسب القرفة إلى أربع مجموعات، والتي يتم تقسيمها بعد ذلك إلى درجات محددة.

### الفانيليا

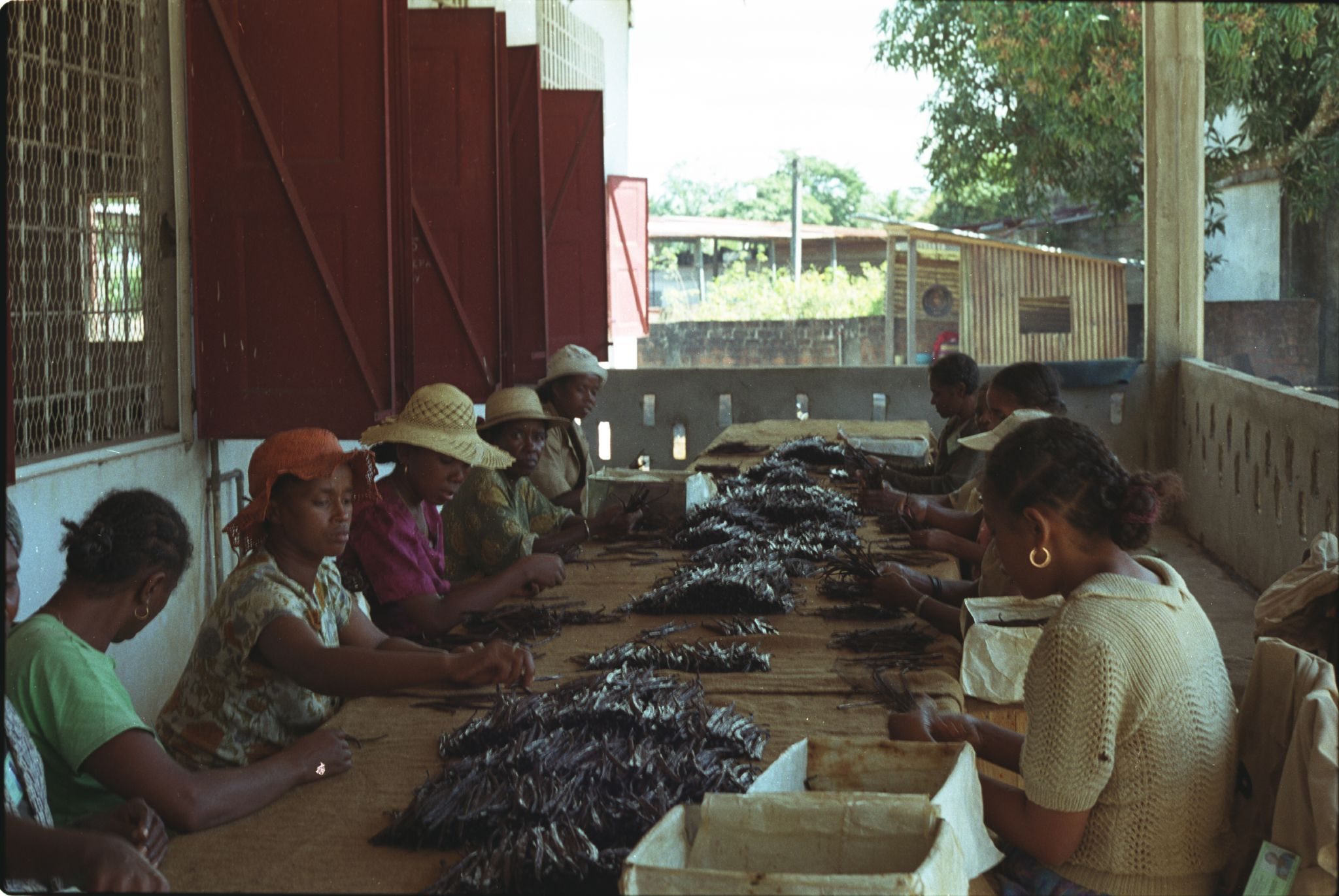
أشخاص يصنفون حبوب الفانيلا في سامبافا، مدغشقر

توجد العديد من الأنظمة المستخدمة في فرز فاكهة الفانيليا. كل دولة تُنتج الفانيليا لديها نظام الفرز الخاص بها  وكذلك البائعين بدورهم، يستخدمون في بعض الأحيان معاييرهم الخاصة لوصف جودة الفواكه التي يعرضونها للبيع.

### الشاي
في صناعة الشاي الأسود الغربي، فإن عملية فرز أوراق الشاي هي عملية لتقييم المنتجات بناءً على جودة وحالة أوراق الشاي. أعلاها النوع الفاخر والذي يعرف باسم «أورانج بيكو»، وأدنها "fannings" أو «الغبار». ويعتمد هذا التصنيف على حجم أوراق الشاي الأسود المجهزة والمجففة. على الرغم من الأصل الصيني المزعوم، عادةً ما تستخدم مصطلحات الفرز هذه للشاى السريلانكى والهندى ودول أخرى غير الصين؛ وهي ليست معروفة بشكل عام في البلدان الناطقة باللغة الصينية.

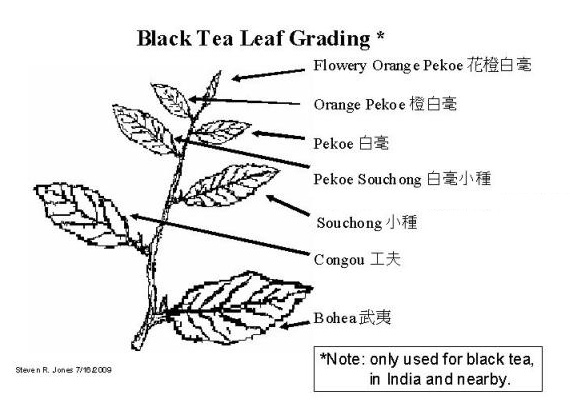
رسم تخطيطي يوضح تصنيف ورق الشاي الأسود

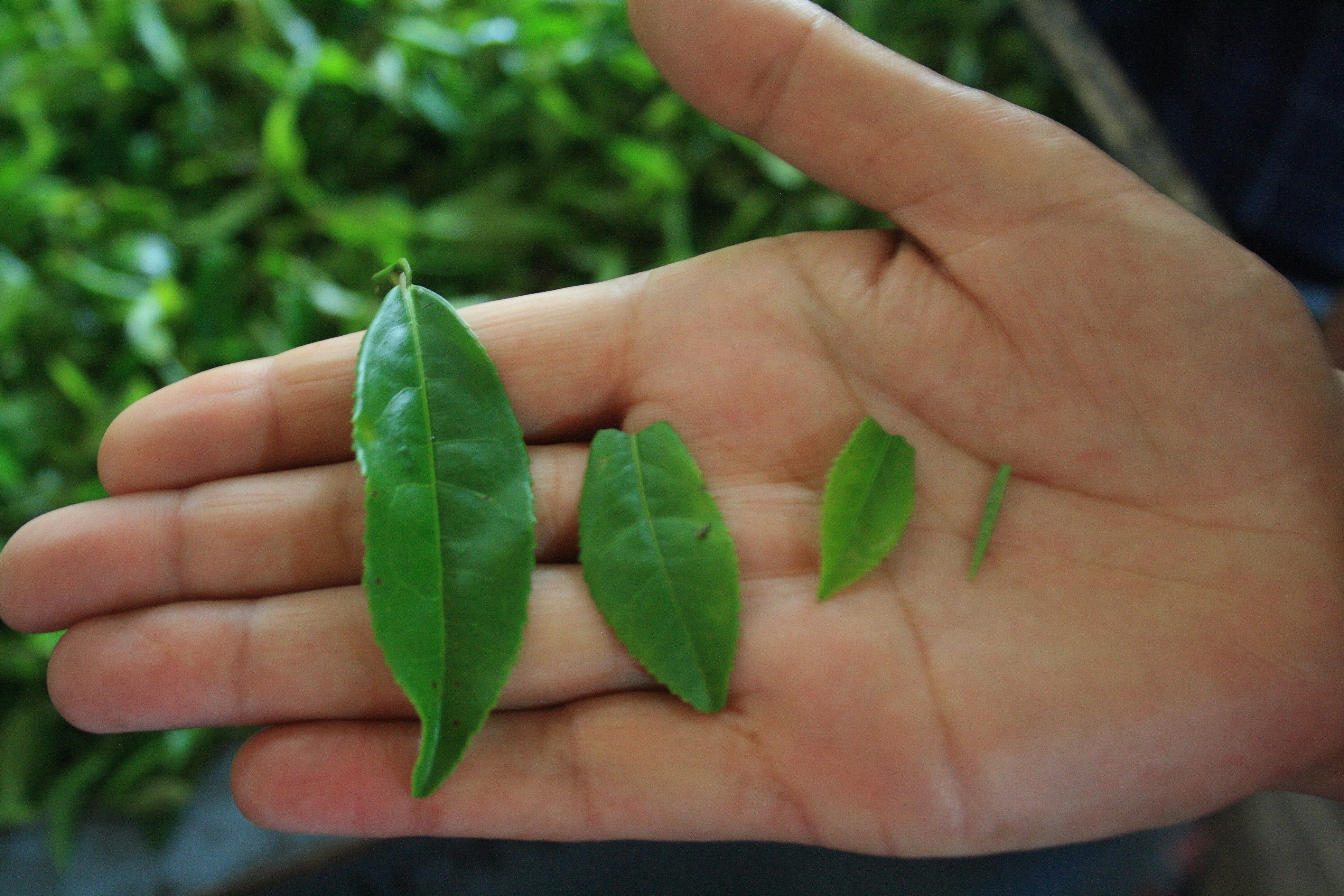
أوراق شاى طازجة بمقاسات مختلفة

#### الشاي الأسود
يعتمد تصنيف الشاي الأسود عادة على واحد من أربعة مقاييس للجودة. أنواع الشاي الكامل الأوراق هي الأعلى جودة، تليها الأوراق المكسورة، والفاننج، والغبار. يخضع الشاي كامل الأوراق لعمليات تصنيعية بسيطة بدون تغيير يذكر على ورقة الشاى. ويكون المنتج نهائي ذو نسيج خشن أكثر من نسيج الشاي المغلف. تُعد أوراق الشاي الكاملة ذات قيمة عالية، خاصةً إذا كانت تحتوي على أطراف الأوراق. عادة ما تُباع الأوراق المكسورة كأنواع متوسطة الجودة. يمكن تعبئة أصناف مكسورة لاحجام أصغر في أكياس الشاي.

#### شاى المريمية

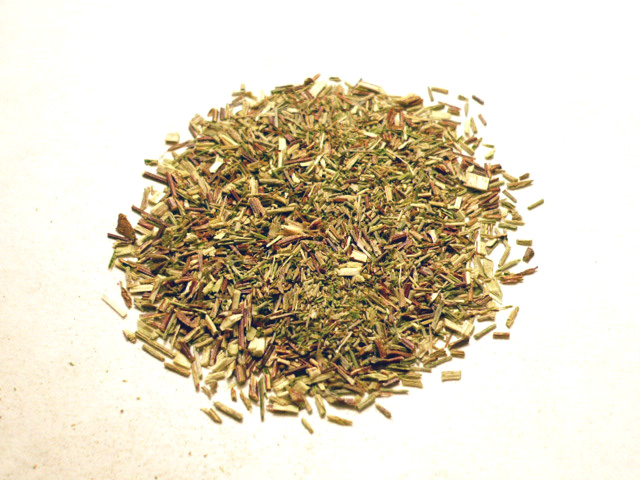

رويبوس، شجيرة دائمة الخضرة تستعمل أوراقها لصناعة الشاي (موطنها أفريقيا الجنوبية)يرتبط فرز الرويبوس إلى حد كبير بنسبة بين «الإبرة» أو الورقة الي السيقان. يؤدي ارتفاع نسبة الأوراق إلى شاى ذو لون داكن أكثر ونكهة أغنى وطعم أقل «غبارًا». يتم تصدير منتجات الرويبوس عالية الجودة والتي لا تصل إلى الأسواق المحلية، حيث يوجد المستهلكون الرئيسيون في الاتحاد الأوروبي، وخاصة ألمانيا، حيث يتم استخدامه في تصنيع نكهات للشاي الذي لايُعبئ في الأكياس. وفي جنوب إفريقيا، يوجد عدد صغير من شركات الشاي المتخصصة التي تنتج مزيجًا مشابهًا بغرض التطوير.

## المضافات الغذائية والمواد الحافظة

### الكاراجينان
يوجد نوعان أساسيان من الكاراجينان، الكاراجينان المُكرر (RC) والكاراجينان شبه المُكرر (SRC). في الولايات المتحدة، يُطلق على كليهما كاراجينان. أما في الاتحاد الأوروبي، يوسم النوع المُكرر رقم إي (E-407)، والنوع شبه المكرر بالرقم E-407a. يحتوي النوع المكُرر على 2٪ مواد غير قابلة للذوبان في الأحماض كحد أقصى ويتم إنتاجه من خلال عملية ترسيب الكحول أو عملية ضغط هلام كلوريد البوتاسيوم. يحتوي النوع شبه المُكرر على محتوى أعلى من السليلوز ويتم إنتاجه في عملية أقل تعقيدًا. وتُعد إندونيسيا والفلبين وشيلي ثلاثة مصادر رئيسية للمواد الخام والكارجينان المُستخرج.

### الغسيل
يتم استخدام محاليل الغسيل في عمليات تصنيع الآغذية مثل الزيتون (مما يجعله أقل مرارة)، والبرتقال الماندارين المُعلب، عصيدة الذرة، وبيض القرن، ولفائف الخبز والعقدية (مخبوزات ألمانية). كما أنه يستخدم كعطاء في قشرة الكعك الكانتونية المخبوزة (كعكة القمر)، و «زونجزي» (الأرز الدبق ملفوف بأوراق الخيزران)، ومعكرونة رامن اليابانية. في الولايات المتحدة، يُشترط أن يفي محلول هيدروكسيد الصوديوم الآمن للاستخدام في صناعة الأغذية بالمتطلبات المحددة في الدستور الغذائي للمواد الكيميائية FCC)  على النحو المنصوص عليه في إدارة الغذاء والدواء الأمريكية. يشيع استخدام الدرجات الأقل جودة في أغراض التنظيف مثل تنظيف الأفران. لا ينبغي أن تستخدم هذه الدرجات لإعداد الطعام، لأنها قد تحتوي على شوائب ضارة بصحة الإنسان

### ثنائي كبريتات الصوديوم
يستخدم ثنائي كبريتات الصوديوم كمادة مضافة للغذاء حيث يُضاف لمخلوط خميرة الكعك (ليجعلها ترتفع) وكذلك يُستخدم في صناعة اللحوم والدواجن ومؤخرا في وقاية المنتجات الطازجة من الاسمرار. يجب أن يلبي النوع الآمن للاستخدام في الغذاء المتطلبات المنصوص عليها في الدستور الغذائي للمواد الكيميائية. والتي يتم الإشارة إليها بواسطة رقم اي E514ii في الاتحاد الأوروبي وتمت الموافقة عليها للاستخدام في أستراليا ونيوزيلندا  حيث تم إدراجها باسم المضاف 514. يستخدم ثنائى كبريتات الصوديوم في مجموعة متنوعة من المنتجات الغذائية، بما في ذلك المشروبات والإضافات والصلصات والحشوات.

## حسب البلد
في الهند، AGMARK هي عَلامة معتمدة تُستخدم لتوكيد جودة المنتجات الزراعية، عندما تتوافق مع مجموعة من المعايير المعتمدة من قبل إدارة التسويق والتفتيش، وهي وكالة تابعة لحكومة الهند.

## اقرأ أيضا
- اقتصاد زراعي
- صناعة الغذاء
- تعبئة وتغليف الغذاء
- المواد الملامسة للمواد الغذائية
- سلامة الغذاء
- علم الغذاء
- تكنولوجيا الغذاء
- الفرز الضوئي
- تقييم المطاعم